# Kiddle
Kiddle ist ein englischer Familienname.

## Herkunft und Bedeutung
Kiddle ist ein Herkunftsname (of Kiddal) nach einem Weiler in der Gemeinde Barwick-in-Elmet, West Yorkshire, 11 km von Leeds entfernt.

## Namensträger
- Jackie Kiddle (* 1994), neuseeländische Ruderin
- Lawrence B. Kiddle (1907–1991), US-amerikanischer Romanist und Hispanist